# Farington
Farington ist ein Dorf und Civil parish (untersten kommunalen Verwaltungseinheiten) in der englischen Grafschaft Lancashire. 2011 hatte Farington 6674 Einwohner. Das Durchschnittsalter lag bei 40,2 Jahren.
Die Gemeinde umfasst die Dörfer Farington und Farington Moss sowie Teile von Lostock Hall und Whitestake.

## Geschichte
Von 1894 bis 1974 gehörte Farington zum Preston Rural District. Danach wurde der Ort dem District South Ribble zugeteilt.

## Verkehr
Farington liegt unmittelbar nördlich von Leyland und besteht aus Dörfern, Bauernhöfen und dem sogenannten Moosland (ein ehemaliges Moorgebiet), moderner Wohnbebauung und einem Industriegebiet rund um das Haupt- und Montagewerk des britischen Fahrzeugherstellers Leyland Motors.
Die Beziehung zwischen Farington und Leyland war schon immer stark, aber Farington gehört nicht zu Leyland. Die Stanifield Lane, die durch das Dorf nach Leyland führt, ist die Hauptverkehrsstraße für Kunden und Pendler. Zum Ort gehört die St. Paul’s Church und ein Park, der als die Heimat des Fußballs in South Ribble bezeichnet wird.

## Wirtschaft
Leyland Motors mit Hauptsitz und Montagewerk in Farington ist ein wichtiger Arbeitgeber in der Region. Auch der „Central Lancashire Primary Care Trust“ hat seinen Hauptsitz in der Region. Es gibt nur wenige Einzelhandelsgeschäfte im Zentrum von Farington, und größere Einkäufe sind in der Nähe im Stadtzentrum von Leyland möglich.

## Landschaft
Historisch war das Gebiet um Farington ein Moorgebiet, aus dem das heutige Moosland hervorgegangen ist. Diese extrem flache, tief liegende Landschaft, die aus Torfvorkommen bestand früher aus einer umfangreichen Reihe von Hochmooren. Diese wurden im Mittelalter weitgehend trockengelegt und für die Landwirtschaft genutzt. In geringerem Umfang werden die Flächen auch als Weiden genutzt. Die Felder sind in der Regel groß und geometrisch geformt und sind durch gerade Entwässerungsgräben sowie Pfosten- und Drahtzäune gekennzeichnet. Durch die intensive Entwässerung und Bewirtschaftung des Mooslandes bleibt nur wenig naturnaher Lebensraum übrig, mit Ausnahme fragmentierter kleiner Flächen von Karawaldresten, natürlicher Wasserläufe und einem Teil von ungenutztem Grünland. Das Netz von Entwässerungsgräben und -kanälen ist aber für die Tier- und Pflanzemnwelt von großem Wert. „Winmarleigh Moss“ und „Heysham Moss“ sind zwei der wenigen verbliebenen unkultivierten Torfmooslandschaften mit seltenen Torfmoosen und Heidekräuter. Dadurch entstandLebensraum für seltene Insektenarten wie den großen Heideschmetterling und die Buschgrille.